# Anne-Marie Pålsson
Ingrid Anne-Marie Pålsson (* 23. April 1951) ist eine schwedische Wirtschaftswissenschaftlerin und Politikerin. Für die Moderata samlingspartiet saß die Hochschullehrerin zwischen 2002 und 2010 als Abgeordnete im Reichstag. In Schweden ist sie als Initiatorin der „Dienstmädchendebatte“ bekannt, als sie 1993 in einem Vortrag Steuererleichterungen für Hausarbeit zur Vermeidung von Schwarzarbeit vorschlug und damit eine langjährige, zeitweise sehr intensiv geführte Diskussion anstieß.

## Werdegang
1974 schloss Pålsson ihr Studium der Wirtschaftswissenschaften an der Universität Lund ab, zwei Jahre später graduierte sie als Master an der University of California in den Vereinigten Staaten. 1983 promovierte sie in Wirtschaftswissenschaften und war anschließend Teil des akademischen Personals der Universität Lund, wo sie später eine Professur besetzte.
Im Juli 1993 nahm Pålsson an der jährlichen Almedalsveckan teil, bei der sie einen Vorschlag für Steuererleichterungen für Haushaltsdienstleistungen präsentierte. Im folgenden Jahr veröffentlichte sie gemeinsam mit dem Ökonomen Erik Norrman eine diesbezügliche wissenschaftliche Auseinandersetzung, um die Idee zu untermauern. In der Folge ergab sich eine intensive Diskussion innerhalb der schwedischen Politik, bei der sich zwei Lager bildeten: Befürworter, die auf die oftmals illegal durchgeführten Hausarbeits- und Reinigungsdienste hinwiesen, durch die Hausangestellten ohne Absicherung durch die Sozial-, Unfall- und Rentenversicherungen nicht im sozialen Sicherheitsnetz aufgefangen werden, einerseits sowie Gegner, die argumentierten, dass gerade dadurch erst prekäre Arbeitsverhältnisse geschaffen und intensiviert werden würden.
Bei der Wahl zum Schwedischen Reichstag 2002 gewann Pålsson eines von elf Mandaten im Wahlkreis Skåne län södra, das sie bei der Wahl zum Schwedischen Reichstag 2006 verteidigen konnte. Während dieser Zeit war sie Mitglied des Steuerausschusses zwischen 2002 und 2003, anschließend des Wirtschaftsausschusses und ab 2007 des Ausschusses für auswärtige Angelegenheiten. Außerdem war sie Mitglied des Vorstands des schwedischen Rechnungshof zwischen 2003 und 2010.
Pålsson war ab 2003 Mitglied des Verwaltungsrats des schwedischen Bankhauses HQ AB. Dieses geriet Anfang 2010 in eine Schieflage, Ende August widerrief die Aufsichtsbehörde Finansinspektionen die Zulassung und forcierte die Abwicklung des Unternehmens, das im September von der Carnegie Investment Bank übernommen wurde. Pålsson verzichtete auf eine Kandidatur bei er Wahl zum Schwedischen Reichstag 2010. Untersuchungen der Ekobrottsmyndigheten endeten 2012 mit einem Freispruch Pålssons.
Nach dem Ausstieg aus der Politik kehrte Pålsson in den akademischen Betrieb an der Universität Lund zurück. Im Herbst 2011 verkündete sie ihren Austritt aus der Moderata samlingspartiet aufgrund der Blockade einer Gesetzesreform bezüglich Parteispenden, anschließend veröffentlichte sie ein vieldiskutiertes Buch unter dem Namen, das sich kritisch mit dem Politikbetrieb im Allgemeinen und der Moderata-Partei im Speziellen auseinandersetzt.
Seit 2000 ist Pålsson Mitglied der Königlich Schwedischen Akademie der Ingenieurwissenschaften.